# Rica Reinisch

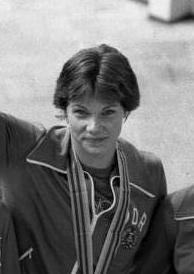
Rica Reinisch tijdens de Olympische Spelen van 1980 in Moskou

Rica Reinisch (Seifhennersdorf, 6 april 1965) is een voormalig Oost-Duits topzwemster, die op vijftienjarige leeftijd namens de toenmalige DDR drie gouden medailles won bij de Olympische Spelen van Moskou (1980).
In de Russische hoofdstad zegevierde Reinisch op de 100 en de 200 meter rugslag. Bovendien maakte ze deel uit van de winnende DDR-estafetteploeg op de 4x100 meter wisselslag. Na de Spelen van Moskou was de Oost-Duitse in het bezit van vijf wereldrecords. Jaren later werd ook haar naam in verband gebracht met het wijdverbreide dopingprogramma, waar de DDR-sporters destijds van hogerhand aan werden onderworpen.

1924: Sybil Bauer ·
1928: Marie Braun ·
1932: Eleanor Holm ·
1936: Nida Senff ·
1948: Karen Harup ·
1952: Joan Harrison ·
1956: Judy Grinham ·
1960: Lynn Burke ·
1964: Cathy Ferguson ·
1968: Kaye Hall ·
1972: Melissa Belote ·
1976: Ulrike Richter ·
1980: Rica Reinisch ·
1984: Theresa Andrews ·
1988: Kristin Otto ·
1992: Krisztina Egerszegi ·
1996: Beth Botsford ·
2000: Diana Mocanu ·
2004: Natalie Coughlin ·
2008: Natalie Coughlin ·
2012: Missy Franklin ·
2016: Katinka Hosszú ·
2020: Kaylee McKeown ·
2024: Kaylee McKeown
1968: Lillian Watson ·
1972: Melissa Belote ·
1976: Ulrike Richter ·
1980: Rica Reinisch ·
1984: Jolanda de Rover ·
1988: Krisztina Egerszegi ·
1992: Krisztina Egerszegi ·
1996: Krisztina Egerszegi ·
2000: Diana Mocanu ·
2004: Kirsty Coventry ·
2008: Kirsty Coventry ·
2012: Missy Franklin ·
2016: Madeline Dirado ·
2020: Kaylee McKeown ·
2024: Kaylee McKeown
1960: Burke, Kempner, Schuler, von Saltza ·
1964: Ferguson, Goyette, Stouder, Ellis ·
1968: Hall, Ball, Daniel, Pedersen ·
1972: Belote, Carr, Deardurff, Neilson ·
1976: Richter, Anke, Pollack, Ender ·
1980: Reinisch, Geweniger, Pollack, Metschuck ·
1984: Andrews, Caulkins, Meagher, Hogshead ·
1988: Otto, Hörner, Weigang, Meißner ·
1992: Loveless, Nall, Ahmann-Leighton, Thompson ·
1996: Botsford, Beard, Martino, Van Dyken ·
2000: Bedford, Quann, Thompson, Torres ·
2004: Rooney, Jones, Thomas, Henry ·
2008: Seebohm, Jones, Schipper, Trickett ·
2012: Franklin, Soni, Vollmer, Schmitt ·
2016: Baker, King, Vollmer, Manuel ·
2020: K. McKeown, Hodges, E. McKeon, Campbell ·
2024: Smith, King, Walsh, Huske